# Volker Kahrs

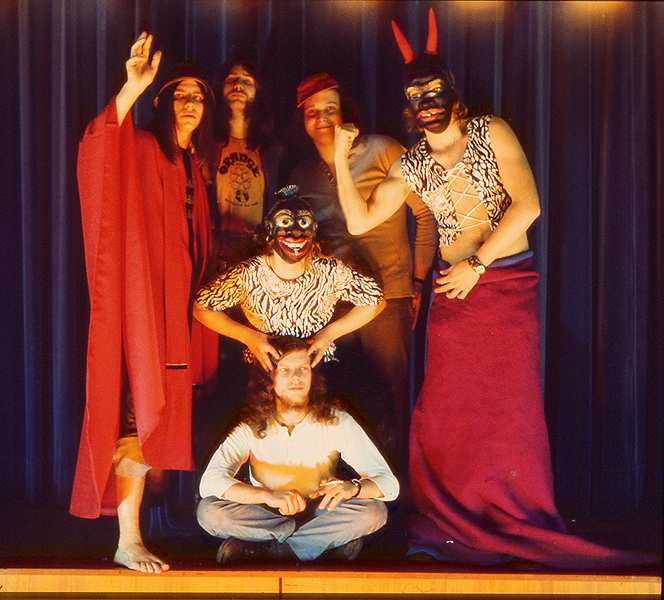
Grobschnitt 1974 – Volker Kahrs sitzend

Volker Kahrs (* 8. Mai 1951 in Osterholz-Scharmbeck; † 20. Juli 2008 in Syke) war ein deutscher Pianist, Komponist und Musikproduzent.

## Leben
Frühzeitig erhielt er Klavierunterricht. Nach dem Abitur studierte er Kunst und Musik auf Lehramt, brach dieses Studium jedoch später wieder ab.
1971 lernte er die Hagener Rockgruppe Grobschnitt kennen und wurde deren Keyboarder. Bis zu seinem Ausstieg 1982 prägte er maßgeblich den klassischen und neo-progressiven Stil der Gruppe und entwickelte das Konzept zur LP Rockpommel’s Land (1977). Das überwiegend von ihm komponierte, polyrhythmische Rockmärchen existiert heute bereits in einer veröffentlichten Bearbeitung.
Nach 1982 widmete er sich unter dem Künstlernamen Yomano der Produktion von Entspannungs- und Weltmusik und betätigte sich als psychologischer Berater. Weitere von ihm verwendete Künstlernamen waren Robin Carrs und Roman Park.

## Werke (Auswahl)
Grobschnitt (ohne später veröffentlichte Archivaufnahmen)
- 1974: Ballermann
- 1975: Jumbo (englisch)
- 1976: Jumbo (deutsch)
- 1977: Rockpommel’s Land
- 1978: Solar Music – Live
- 1979: Merry-Go-Round
- 1980: Volle Molle (live)
- 1981: Illegal

Yomano
- 1998: Secrets Of The Didgeridoo
- 1998: The Way To Your Heart
- 1999: Klangessenzen
- 1999: Kleine Abendträumereien für Kinder und ihre Eltern
- 1999: The Land Of Water
- 2001: Herz der Stille - Bewegungsmeditation (mit Stephan Ludwig)
- 2003: Big Bam Boo (Didjerative Dance Discoveries) (mit Ansgar Manuel Stein)
- 2004: ...Flying With The Beatles
- 2006: Dooo It! (mit Markus Meuer)
- 2007: beoootic (mit Djakhaan)

| Personendaten    | Personendaten        |
| ---------------- | -------------------- |
| NAME             | Kahrs, Volker        |
| KURZBESCHREIBUNG | deutscher Musiker    |
| GEBURTSDATUM     | 8. Mai 1951          |
| GEBURTSORT       | Osterholz-Scharmbeck |
| STERBEDATUM      | 20. Juli 2008        |
| STERBEORT        | Syke                 |